# العلاقات الجامايكية الجنوب سودانية
العلاقات الجامايكية الجنوب سودانية هي العلاقات الثنائية التي تجمع بين جامايكا وجنوب السودان.

## مقارنة بين البلدين
هذه مقارنة عامة ومرجعية للدولتين:
| وجه المقارنة                                              | جامايكا       | جنوب السودان                  |
| --------------------------------------------------------- | ------------- | ----------------------------- |
| المساحة (كم2)                                             | 10.99 ألف     | 619.75 ألف                    |
| عدد السكان (نسمة)                                         | 2.95 مليون    | 12.58 مليون                   |
| الكثافة السكانية (ن./كم²)                                 | 268.43        | 20.3                          |
| العاصمة                                                   | كينغستون      | جوبا                          |
| اللغة الرسمية                                             | لغة إنجليزية  | لغة إنجليزية                  |
| العملة                                                    | دولار جامايكي | جنيه جنوب سوداني، جنيه سوداني |
| الناتج المحلي الإجمالي (بليون دولار)                      | 14.77 مليار   | 2.90 مليار                    |
| الناتج المحلي الإجمالي (تعادل القوة الشرائية) بليون دولار | 24.79 مليار   | 22.88 مليار                   |
| الناتج المحلي الإجمالي الاسمي للفرد دولار أمريكي          | 5.23 ألف      | 73                            |
| الناتج المحلي الإجمالي للفرد دولار أمريكي                 | 8.88 ألف      | 2.02 ألف                      |
| مؤشر التنمية البشرية                                      | 0.719         | 0.467                         |
| رمز المكالمات الدولي                                      | +1876         | +211                          |
| رمز الإنترنت                                              | .jm           | .ss                           |
| المنطقة الزمنية                                           | 00            | ت ع م+03:00                   |

## منظمات دولية مشتركة
يشترك البلدان في عضوية مجموعة من المنظمات الدولية، منها:
| علم المنظمة | اسم المنظمة                               | تاريخ انضمام جامايكا | تاريخ انضمام جنوب السودان |
| ----------- | ----------------------------------------- | -------------------- | ------------------------- |
|             | يونسكو                                    | 7 نوفمبر 1962        | 27 أكتوبر 2011            |
|             | وكالة ضمان الاستثمار متعدد الأطراف        | 12 أبريل 1988        | 18 أبريل 2012             |
|             | الأمم المتحدة                             | 18 سبتمبر 1962       | 14 يوليو 2011             |
|             | الاتحاد البريدي العالمي                   | ?                    | ?                         |
|             | البنك الدولي للإنشاء والتعمير             | 21 فبراير 1963       | 18 أبريل 2012             |
|             | الاتحاد الدولي للاتصالات                  | 18 فبراير 1963       | 3 أكتوبر 2011             |
|             | مؤسسة التمويل الدولية                     | 31 مارس 1964         | 18 أبريل 2012             |
|             | المركز الدولي لتسوية المنازعات الاستشارية | 14 أكتوبر 1966       | 18 مايو 2012              |
|             | منظمة الشرطة الجنائية الدولية             | ?                    | ?                         |

## وصلات خارجية
- موقع وزارة الخارجية الجامايكية
- موقع وزارة الخارجية الجنوب سودانية